# Loose Nut
Loose Nut es un álbum de la banda estadounidense Black Flag fue lanzado en 1985 por SST Records. 
El álbum es el fruto de lo que Black Flag venía haciendo desde los primeros álbumes, es un disco sarcástico e inteligente pero a menudo difícil de entender. Loose Nut es relativamente corto y dulce con variedad de canciones estructuradas lo cual impide que las pistas suenan de la misma forma, como si fueran de placas diferentes. "Annihilate This Week," muestra a unos Black Flag más básicos, es en homenaje musical al heavy metal y la letra muestra una aguda crítica a las personas hipócritas que se sienten que pueden hacer lo que quieran siempre y cuando se arrepientan de sus pecados en la iglesia el fin de semana siguiente.

## Lista de canciones
1. "Loose Nut" (Ginn) – 4:35
2. "Bastard in Love" (Ginn) – 3:20
3. "Annihilate this Week" (Ginn) – 4:44
4. "Best One Yet" (Roessler/Rollins) – 2:37
5. "Modern Man" (Danky/Dukowski) – 3:11
6. "This is Good" (Ginn/Rollins) – 3:34
7. "I'm the One" (Roessler/Rollins) – 3:15
8. "Sinking" (Ginn/Rollins) – 4:36
9. "Now She's Black" (Stevenson) – 4:51

## Créditos
- Henry Rollins - voz
- Greg Ginn - guitarra
- Kira Roessler - bajo
- Bill Stevenson - batería
- Raymond Pettibon - arte